# Croton glandulosodentatus
Espèce
Croton glandulosodentatus est une espèce de plantes à fleurs du genre Croton et de la famille des Euphorbiaceae, présente au Brésil (sud du Piauí).